# Fehérfarkú trópusimadár

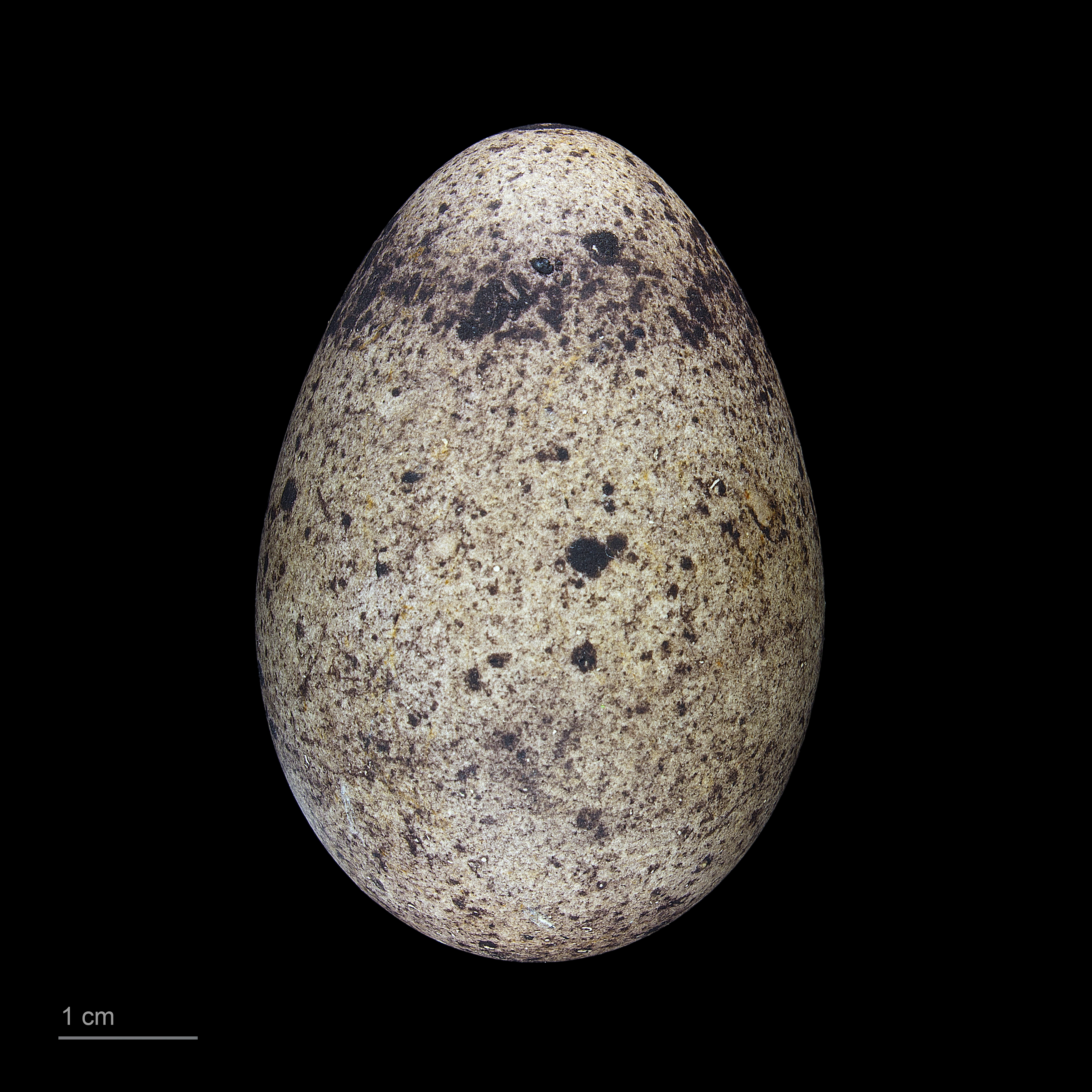
Phaethon lepturus

A fehérfarkú trópusimadár (Phaethon lepturus) a madarak (Aves) osztályának trópusimadár-alakúak (Phaethontiformes) rendjébe, ezen belül a trópusimadár-félék (Phaethontidae) családjába tartozó faj.

## Előfordulása
Csendes-, az Atlant- és az Indiai-óceán partvidékein költenek, az év többi részét a nyílt vizeken töltik.

## Alfajai
- Phaethon lepturus lepturus – Indiai-óceán
- Phaethon lepturus fulvus – Karácsony-sziget
- Phaethon lepturus ascensionis – Ascension-sziget
- Phaethon lepturus catesbyi – Bermuda-szigetek és Karib-szigetek.
- Phaethon lepturus dorotheae – trópusi Csendes-óceán
- Phaethon lepturus europae – Európa-sziget, a Mozambiki-csatornában

## Megjelenése
Testhossza 71–80 centiméter, szárnyának fesztávolsága 89–96 centiméter, testtömege pedig 300–400 gramm. A madár szárnya felső részén kívül szinte teljesen hófehér. Erős tőrszerű csőre, keskeny szárnya és hosszú farka van.

## Életmódja
Repülés közben akrobatikus mutatványokra képes. Víz alá bukva vadászik halakból, rákokból és tintahalakból álló táplálékára.

## Szaporodása
Az ivarérettséget 5 évesen éri el. Sziklahasadékokba, növényi anyagokból álló, hanyagul elkészített fészekbe rakja tojásait és csípésekkel akár az emberrel szemben is megvédi azt. A fészekaljban 1, halványpirosból lilásbarnába hajló tojás van. A kotlás 40-42 napig tart. A fiatal madarak 70-80 napos korukban repülnek ki.

## Rokon fajok
A fehérfarkú trópusimadár legközelebbi rokonai a vöröscsőrű trópusimadár (Phaethon aethereus) Linnaeus, 1758 és a vörösfarkú trópusimadár (Phaethon rubricauda) Boddaert, 1783. Valamivel távolabbi, már kihalt rokonai voltak a Heliadornis és a Phaethusavis nemzetségek fajai.